# Francis Vernon (1er comte de Shipbrook)
Francis Vernon, 1er comte de Shipbrook (1715 - 15 octobre 1783), connu sous le nom de Lord Orwell entre 1762 et 1776 et sous le titre de vicomte Orwell entre 1776 et 1777, est un homme politique anglais. 

## Biographie
Il est le fils de James Vernon de sa seconde épouse Arethusa, fille de Charles Boyle, Lord Clifford. James Vernon et Edward Vernon sont ses demi-frères aînés. Il siège comme député d'Ipswich de 1762 à 1768. En 1762, il est élevé à la pairie d'Irlande sous le titre de baron Orwell, de Newry, dans le comté de Down. Il est fait vicomte Orwell en 1776 et comte de Shipbrooke en 1777, aussi dans la pairie irlandaise. 

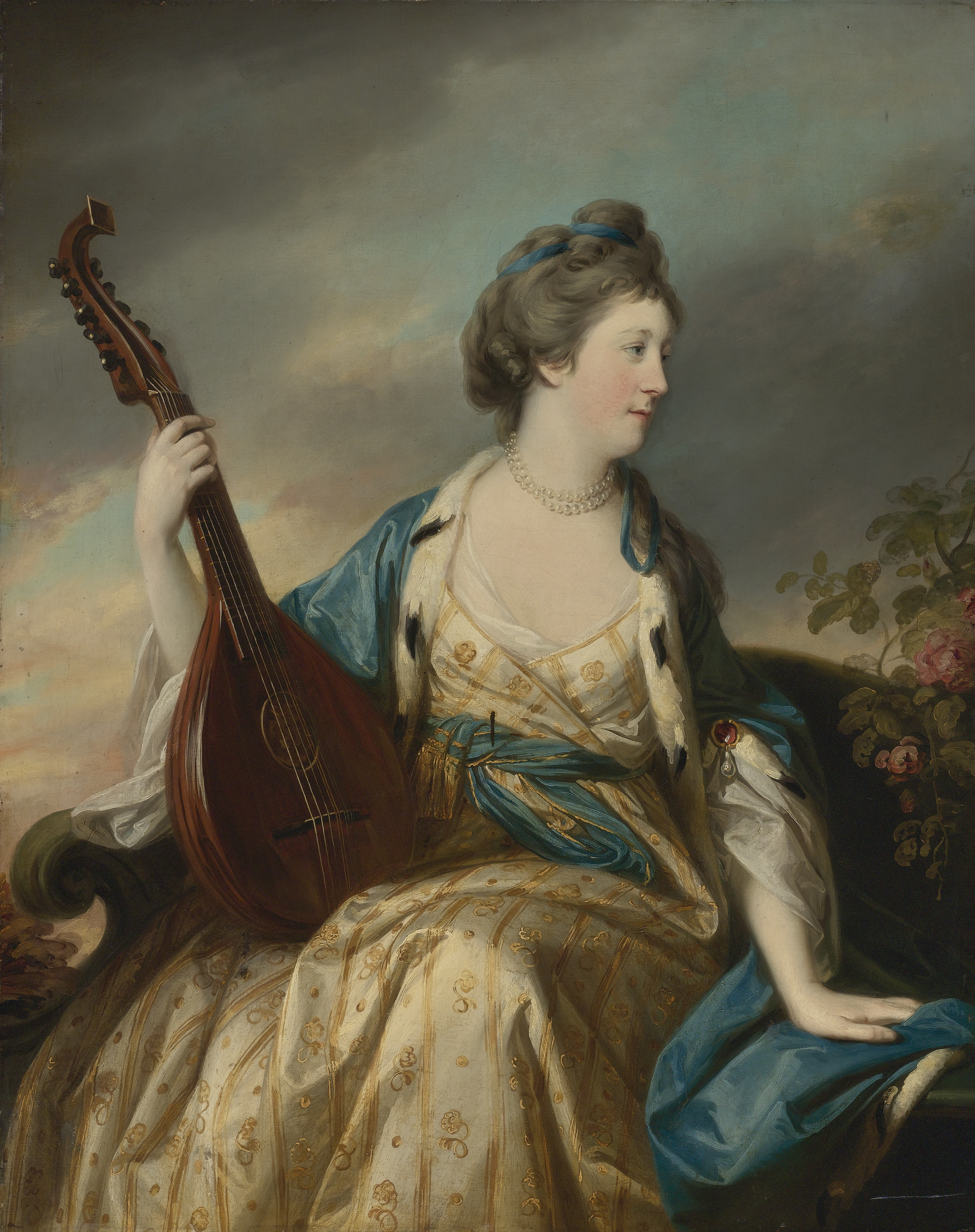
Alice, comtesse de Shipbrook. (Francis Cotes)

Il épouse Alice, fille de Samuel Ibbetson de Denton Hall, Wharfedale, Yorkshire. Leur fils, Francis (1752-1760) est décédé tôt. 
Lord Shipbrooke est décédé en octobre 1783, et tous les titres se sont éteints. 